# After School Club
After School Club (en hangul, 학교 클럽 후에) a menudo abreviado como ASC, es un programa de televisión surcoreano basado en entrevistas presentadas por el cantante de K-Pop Eric Nam, quien abandonó en abril de 2016 y copresentado por Kevin Woo y Park Jimin. Debutando el 17 de abril de 2013, que es producida por Park Jeong Wo y sale al aire en Arirang TV. ASC cuenta con varios invitados musicales de Corea del Sur y la serie se dirige a un público internacional por lo que el idioma principal es el Inglés con subtítulos en coreano y diferentes traducciones. El programa permite a los fanáticos internacionales interactuar directamente con las presentaciones en vivo a través de los medios de comunicación social. También pueden unirse a la transmisión en vivo a través de chats de vídeo en Hangouts, enviar tuits a la cuenta de Twitter oficial del show. Los fanáticos también son capaces de compartir comentarios en la cuenta oficial de Facebook del programa, hacer preguntas y pedir sus vídeos favoritos de música.

## Premisa y formato
Las transmisiones en vivo en línea, utiliza tecnologías de medios sociales como Twitter y Hangouts para interactuar directamente con los fanáticos internacionales. En cada episodio realizan dos llamadas en Hangouts. Durante las llamadas los usuarios de Twitter tuitean su nombre, ubicación, el tiempo y generalmente un breve mensaje a los invitados semanales. Aquellos que participan pueden señalados durante el inicio del episodio y dar un grito hacia el invitado. Los «Hangouts» se suele hacer dos veces por episodio donde algunos fanes son seleccionados en tiempo real de Google Hangout en el programa, que por lo general implica algo (como una canción o baile) preparado por el fanático para mostrar al invitado(s) y una solicitud. Otras actividades incluyen actuaciones preparadas para los aficionados de los invitados, tales como impresiones, bailes y parodias cortas.
En marzo de 2014 el programa se amplió para incluir un segundo episodio cada semana conocido como After School, After Show que cuenta con otros aspectos del invitado y detrás de las escenas de los episodios anteriores.
Los actuales MCs son Kevin Woo de U-KISS, Park Jimin de 15& y Park Jae de Day6
El 25 de agosto de 2015 el show anunció en Twitter que también se transmitirá en la aplicación V de Naver.

## Elenco
Los miembros originales de After School Club son Eric Nam, Kevin Woo y Park Ji Min. Park Ji Min fue originalmente una invitada en el episodio 67 Kevin también era originalmente un invitado en el episodio 31 con U-KISS. Jimin también era originalmente sólo un MC para el After Show, pero tras la  cancelación, fue ascendido al espectáculo principal. El 11 de abril de 2016, se anunció que Eric Nam abandonaba la serie, siendo el episodio del 12 de abril su última aparición. El 22 de junio de 2016 se dio a conocer que Park Jae de Day6 sería el tercer presentador del programa a partir del 30 de junio hasta el 17 de julio de 2018. 
El 18 de julio de 2018 se anunció el ingreso de dos nuevos integrantes del elenco, Kim Seungmin de Stray Kids y Heejun.

## Presentadores actuales
| Nombre      | Duración                                                           | Notas |
| ----------- | ------------------------------------------------------------------ | --- |
| Jimin       | Episodio 67 – 92 (guest) Episodio 93 – presente (Presentadora)     | El miembro más joven y en la actualidad el único miembro femenino de la serie. Se utiliza para albergar exclusivamente en el After Show, antes de su cancelación. |
| Seungmin    | Episodio 310, 318 (invitado) Episodio 326 - presente (Presentador) | Es uno de los dos últimos miembros en ingresar, llegando así a reemplazar a Jae y Kevin a partir del episodio 326.                                                |
| Han Hee-jun | Episodio 326 - presente (Presentador)                              | Es uno de los dos últimos miembros en ingresar, llegando así a reemplazar a Jae y Kevin a partir del episodio 326.                                                |

## Antiguos presentadores
| Nombre    | Duración                                                       | Notas |
| --------- | -------------------------------------------------------------- | --- |
| Hanbyul   | Episodio 1 – 39 (regular)                                      | Primera presentadora junto con Eric Nam |
| Eric Nam  | Episodio 1 - 207                                               | Presentador principal de After School Club. |
| Kevin Woo | Episodio 3, 31, 312 (invitado) Episodio 43 - 311 (Presentador) | Es el segundo anfitrión principal de la serie y conocido por ser un invitado en el episodio 3 con uBeat y el episodio 31 con U-KISS y actualmente acoge el espectáculo junto a Eric Nam después de sustituir Hanbyul. |
| Jae       | Episodio 214, 325 (invitado) Episodio 218 - 324 (Presentador)  | Es el último miembro en ingresar, llegando así a reemplazar a Nam a partir del episodio 219. |